# Sänd av himlens sol en strimma
Sänd av himlens sol en strimma är en psalm skriven år 1934 av Oscar Ahlén, och bearbetad 1983 av Britt G. Hallqvist. Melodin (F-dur, 6/4) av Heinrich Albert komponerades år 1642 och samma melodi som till Jesus, du mitt hjärtas längtan (1986 nr 273), Vattuströmmar skola flyta (1921 nr 548) och Än ett år uti sitt sköte (1819 nr 407).
Texten blir fri för publicering 2067.

## Psalmen finns publicerad som
- Nr 502 i 1937 års psalmbok under rubriken "Arbetet".
- Nr 254 i Frälsningsarméns sångbok 1968 under rubriken "Det Kristna Livet - Andakt och bön"
- Nr 291 i Den svenska psalmboken 1986, 1986 års Cecilia-psalmbok, Psalmer och Sånger 1987, Segertoner 1988 och Frälsningsarméns sångbok 1990 under rubriken "Tillsammans i världen".
- Nr 467 i Svensk psalmbok för den evangelisk-lutherska kyrkan i Finland (1986) under rubriken "Arbete och fritid".